# Fuentearmegil
Fuentearmegil – gmina w Hiszpanii, w prowincji Soria, w Kastylii i León, o powierzchni 60,54 km². W 2011 roku gmina liczyła 219 mieszkańców.